# 印度角鱗魨
印度角鱗魨為輻鰭魚綱魨形目鱗魨亞目鱗魨科的其中一種，為熱帶海水魚，分布於印度洋區，從紅海、東非至印尼蘇門答臘海域，棲息深度1-30公尺，本魚體略延長，呈長橢圓形，齒白色，全身披骨質鱗片，體藍色及紫羅蘭色，背鰭和臀鰭基部有白色條紋，尾鰭邊緣白色，背鰭硬棘3枚、背鰭軟條30-35枚、臀鰭軟條27-30枚，體長可達25公分，棲息在珊瑚生長茂盛的臨海礁坡，藻類、海綿、甲殼類等為食，生活習性不明，可做為觀賞魚。